# 일본 천문학회
공익사단법인 일본천문학회 (公益社団法人日本天文学会)는 일본에서 천문학 연구자를 중심으로 1908년 설립된 학회로 천문학의 진보 및 보급을 목적으로 하고 있다. 학회 사무국이 도쿄도 미타카시의 국립 천문대 미타카 캠퍼스 내에 있다.

## 연혁
- 1908년 (메이지 41년) - 임의 단체로 창립. 창립 발기인은 테라오 히사시(寺尾 寿) 등이다.
- 1922년 (다이쇼 11년) - 히라야마 노부 (도쿄 천문대 제2대 대장) 등이 로마에서 개최된 국제 천문학 연합 ( IAU ) 제1회 총회에 참석하였다.
- 1935년 (쇼와 10년) - 문부성에 의한 승인에 따라 사단법인화.
- 1946년 (쇼와 21년) - 신법에 의해, 현재의 사단법인화.
- 1997년 (헤세이 8년) - 교토에서 IAU 총회를 개최하고, 아키히토 천황이 참석.
- 2008년 (헤세이 20년) - 학회 창립 100주년을 맞이했다.
  - 3월 21일 - 〈일본 천문학회 창립 100주년〉 기념 우표가 발행.[2]
  - 3월 24일 - 기념 강연회, 축하회 개최.
  - 4월 2일 - 항성사후생각(恒星社厚生閣)에 의해, 학회 창립 100년 기념 사업의 일환으로서 《일본 천문학의 100년》을 간행. 동아시아천문학회를 시작으로 일본의 천문학자가 서양의 연구자와 함께 연 20세기 천문학에 대한 문헌이 출간되었다.

## 조직
일본 천문학회에서는 총회·이사회·평의원회의 조직이 구비되어 있다. 이하에서는 개요를 기재한다.

### 이사장·회장
제1~3대는 '회장', 사단법인 때에는 '이사장', 공익사단법인이 된 이후인 제47대 이후는 다시 '회장'의 호칭을 사용하고 있다.
제40대 이후는 1월 1일을 기점으로 하는 2년 임기제였지만, 법인화 이행에 따라 회기의 개시 시기가 달라짐에 따라, 제47대 이후는 임기의 시점이 1월 1일이 아니다.
아래는 역대 이사장·회장의 일람이다. 괄호 안의 직무명은 취임 당시의 것이다.

#### 회장 (임의 단체 시기)
- 초대 : 테라오 히사시 ( 도쿄천문대장) : 메이지 41년 1월 19일 - 다이쇼 8년 4월 26일
- 제2대: 히라야마 노부 (도쿄천문대장): 다이쇼 8년 4월 26일 - 다이쇼 12년 4월 22일
- 제3대: 히라야마 키요지 (도쿄제국대학 교수): 다이쇼 12년 4월 22일 - 다이쇼 14년 5월 2일

#### 이사장
- 제4대: 사오토메 기요보 (도쿄제국대학 교수): 다이쇼 14년 5월 2일 - 쇼와 2년 4월 9일
- 제5대:히라야마 노부(도쿄천문대장): 쇼와 2년 4월 9일 - 쇼와 4년 4월 20일
- 제6대:히라야마 키요지(도쿄제국대학 교수): 쇼와 4년 4월 20일 - 쇼와 6년 5월 2일
- 제7대: 사오토메 기요보(도쿄천문대장): 쇼와 6년 5월 2일 - 쇼와 8년 5월 6일
- 제8대:히라야마 키요지(도쿄제국대학 교수):쇼와 8년 5월 6일 - 쇼와 10년 4월 21일
- 제9대:히라야마 노부(전 도쿄천문대장):쇼와 10년 4월 21일 - 쇼와 12년 4월 17일
- 제10대: 세키구치 이키치 (도쿄천문대장):쇼와 12년 4월 17일 - 쇼와 14년 4월 23일
- 제11대: 구니에다 모토지 ( 도쿄문리과대학 교수):쇼와 14년 4월 23일 - 쇼와 16년 4월 19일
- 제12대:세키구치 이키치(도쿄천문대장):쇼와 16년 4월 19일 - 쇼와 18년 4월 25일
- 제13대: 혼다 친지 ( 도쿄물리학교 교수):쇼와 18년 4월 25일 - 쇼와 20년[4]
- 제14대:세키구치 이키치(도쿄천문대장):쇼와 20년[4] - 쇼와 22년 10월 19일
- 제15-16대: 하기하라 유유 (도쿄천문대장):쇼와 22년 10월 19일 - 쇼와 28년 5월 1일
- 제17대: 미야지 마사지 (도쿄대학 교수): 쇼와 28년 5월 1일 - 쇼와 30년 4월 30일
- 제18대: 주모기 마사키 (도쿄대학 교수):쇼와 30년 4월 30일 - 쇼와 32년 4월 27일
- 제19대: 노츠키 세이오 (도쿄대학 교수):1970년 4월 27일 - 1955년 5월 15일
- 제20대: 이케다 테츠로 ( 위도관측소 장 ):쇼와 34년 5월 15일 - 쇼와 36년 5월 12일
- 제21대: 후지타 료오 (도쿄대학 교수): 쇼와 36년 5월 12일 - 쇼와 38년 5월 17일
- 제22대: 이치야나기 슈이치 ( 도호쿠대학 교수):쇼와 38년 5월 17일 - 쇼와 40년 5월 8일
- 제23대: 히로세 히데오 (도쿄 천문 대장):쇼와 40년 5월 8일 - 쇼와 42년 5월 11일
- 제24대: 시미즈 히로시 ( 교토대학 교수):쇼와 42년 5월 11일 - 쇼와 44년 5월 21일
- 제25대: 미야모토 마사타로 (교토대학 교수):쇼와 44년 5월 21일 - 쇼와 46년 5월 19일
- 제26대: 오쿠다 토요조 (위도관측소 부장):쇼와 46년 5월 19일 - 쇼와 48년 5월 17일
- 제27대: 사이토 쿠니지 (도쿄대학 교수): 쇼와 48년 5월 17일 - 1955년 5월 29일
- 제28대: 유미 시게루 (위도관측소 부장):쇼와 50년 5월 29일 - 쇼와 52년 5월 19일
- 제29대: 스에모토 요시자부로 (도쿄천문대장):쇼와 52년 5월 19일 - 쇼와 54년 5월 10일
- 제30대: 츠보카와 이에츠네 (위도관측소장):쇼와 54년 5월 10일 - 쇼와 56년 5월 13일
- 제31대: 카와구치 시로 (교토대학 교수):쇼와 56년 5월 13일 - 쇼와 58년 5월 19일
- 제32대: 고자이 요시히데 (도쿄천문대장):쇼와 58년 5월 19일 - 쇼와 60년 5월 23일
- 제33대: 하야카와 유키오 (나고야대학 교수):쇼와 60년 5월 23일 - 쇼와 62년 5월 13일
- 제34대: 타카쿠보 계야 (도호쿠대학 교수):쇼와 62년 5월 13일 - 헤세이 원년 5월 17일
- 제35대: 코구치 토모이치 (교토대학 교수):2018년 5월 17일 - 2018년 5월 16일
- 제36대: 다나카 야스로 ( 우주과학연구소 교수):2018년 5월 16일 - 2005년 5월 12일
- 제37대: 우치다 유타카 (도쿄대학 교수):2005년 5월 12일 - 2005년 5월 23일
- 제38대: 스기모토 다이이치로 (도쿄대학 교수):2007년 5월 23일 - 2009년 3월 31일
- 제39대: 오쿠다 치유키 (우주과학연구소 교수):2007년 4월 1일 - 2000년 12월 31일
- 제40대: 오자키 요지 ( 도쿄대학 교수):2009년 4월 1일 - 2005년 12월 31일
- 제41대: 다하라 히로토 ( 우츠노미야 대학 교수):2003년 1월 1일 - 2004년 12월 31일
- 제42대: 마츠다 타쿠야 ( 고베대학 교수):2003년 1월 1일 - 2005년 12월 31일
- 제43대: 소후에 요시아키 (도쿄대학 교수): 2005년 1월 1일 - 2005년 12월 31일
- 제44대: 토사 마코토 ( 도호쿠대학 이학부 교수):2019년 1월 1일 - 2018년 12월 31일
- 제45대: 쿠니에 히데세 ( 나고야대학 이학부 교수):2017년 1월 1일 - 2010년 12월 31일
- 제46대: 오카무라 사다노리 (도쿄대학 이학부 교수):2012년 1월 1일 - 2012년 12월 28일

#### 회장
- 제47대: 사쿠라이 타카시 (국립천문대 교수):2012년 12월 28일 - 2015년 5월 31일
- 제48대: 이치카와 타카시 (도호쿠대학 교수):2016년 5월 31일 - 2017년 6월 3일
- 제49대: 시바타 카즈나리 (교토대학 이학연구과 교수):2017년 6월 3일 - 2019년(레이와 원년) 6월 7일
- 제50대: 우메무라 마사유키 ( 쓰쿠바대학 교수):2019년 6월 8일 -
- 제51대: 야마모토 토모 (도쿄대학 교수):2021년 6월 12일 -

### 이사·감사·평의원
많은 학술전문단체와 마찬가지로 운영형태는 사단법인의 형태를 취한다. 이사·감사는 정회원 중에서 선임되면 임기는 2년이다. 평의원은 일본 천문학회에서 2년마다 정회원의 투표에 따라 절반이 선출된다. 평의원의 업무는 학회가 실시하는 각종 사업의 심의이며 임기는 4년이다.

### 위원회·지부
각 사업을 실시할 때에 사업위원회를 설치하고 있다. 학회의 정관과 규칙(각 위원회의 규칙도 포함)은 일본 천문학회 홈페이지 등에 게재되어 있다.

### 회원
일본 천문학회는 정회원·준회원·단체회원·찬조회원의 회원으로 구성되어 있다. 회원수는 2010년 12월 31일 현재 3,049명이다. 정회원은 대학 졸업 정도의 천문학의 학식을 가지거나, 천문학·천문 관측에 일정한 경험이 있는 것을 입회 자격으로 하고(학생은 원칙적으로 대학원생(진학 예정 포함) 이상), 입회시에는 정회원 1명의 추천이 필요하다. 준회원은 천문학회의 목적에 찬동하고 협력하는 회원이며 자격을 불문한다. 찬조 회원은 젊은 연구자의 육성 취지에 찬동하는 사업자 및 개인이다. 그리고 단체 회원은 법인이나 공공성이 있는 단체이다.

## 주요 사업

### 연례 회의
봄과 가을 연 2회, 일본 국내의 대학 등을 회의장으로 연례회의가 개최되어, 연구자에 의한 연구 발표나 일반용의 강연회가 이루어진다. 연례회의 회기 중에는 정회원에 의한 총회가 열리고, 학회의 운영에 관한 사항의 의결 등이 행해진다.
일본 천문학회의 연례 회의에서는 일본 국내의 학회 중에서 가장 일찍이 보육실을 설치한다거나, 중·고교생에 의한 천문학의 연구 발표를 위한 주니어 세션을 마련하는 등의 선진적인 시도가 주목을 받고 있다.
향후 연회는 학술기관을 회장으로 할 뿐만 아니라 공개 천문대 등에서도 실시할 예정이다. 또, 국립 천문대, 천문 교육 보급 연구회, 행성 협회와 공동으로 강사 파견에 의한 강연회나 학습교실 지원 행사를 각 지역에서 개최한다.

### 메일링리스트 운영
천문학 회원끼리의 정보 교환을 실시하기 위한 메일링 리스트, TENNET(천문학 네트워크)을 운영하고 있다. 단, 비영리 목적으로 하는 이용으로 제한되어 있다.

### 간행물
일본 천문학회에서는 《일본천문학회 영문보고》 ( Publications of the Astronomical Society of Japan, PASJ)를 격월로 발행하고 있다. 또한 월간지 《천문월보》를 발행하고 있다.

### 상
일본 천문학회에서는 사업의 일환으로 아래의 상을 수여하고 있다.
- 천체 발견상·천체 발견 공로
  - 새로운 천체를 발견한 관측자를 표창.
- 천문공로상
  - 관측 활동에 의해 천문학의 진보·보급에 공헌한 관측자를 표창.
- 연구 장려상
  - 뛰어난 연구 성과를 꼽은 젊은 천문학 연구자를 표창.
- 하야시 추시로 상
  - 우주 물리학자 하야시 추시로의 기부를 기금으로 하여, 천문학에서의 독창적인 연구에 대해서 수여.
- 일본천문학회 영문 보고 논문상
  - PASJ에 지난 5년 이내에 게재된 논문 속에서 독창적이고 천문 분야에 대한 기여가 큰 뛰어난 논문에 대해 수여.

### 후원
일본 천문학회에서는 회원을 대상으로 다음과 같은 후원 사업을 실시.
- 하야카와 유키오 기금
  - 전 이사장인 하야카와 유키오의 유족으로부터 전해진 기부에 의한 기금에 근거해, 젊은 연구자 등에 대한 후원을 실시.
- 내지유학 장학금
  - 주로 아마추어 천문연구자가 일본 국내에 있는 연구 기관에서 단기적인 연구를 하기 위한 비용의 일부를 후원.

### 교과서 편찬
일본 천문학회에서는, 독지가 기부에 의한 기금에 근거해, 21세기 초두에 있어서의 천문학 연구의 최전선을 설명하는 교과서의 편찬을 실시하고 있다.
시리즈 현대 천문학 전 17권, 일본평론사, 2007년 1월~

### 천문학 사전
2018년부터 천문학 사전 편찬이 시작되었다. 일본 천문학회 〈인터넷 천문학 사전 편집위원회〉가 운영하고 있다 .

### 기타
- 천문학 및 천체 물리학의 강연회를 실시하는 경우에는 관련 전문 분야의 강사 소개 사업을 실시하고 있다.
- 세계 천문의 해2009를 위하여, 국제연합 교육과학문화기관, 국제 천문연맹, 일본 공개천문대 협회, 일본 플라네타륨 협의회, 천문 교육보급 연구회 등과 함께 세계 이벤트와 연동하는 형태로, 국내 이벤트의 기획·준비를 담당. 현재는 홍보 등을 실시.
- 국립 천문대(정확하게는 사단법인 일본 천문학회 )에서는 현재 페루에 있는 전파 천문대의 지원 요청에 따라 페루에 있는 전파 망원경의 운영 지원·연구 협력 등의 활동도 실시하고 있다.[7] 또, 각국의 국립 천문대와 왕립 천문대와의 연구 지원을 비롯하여, 시설 이용 등에 의한 관측 협력, 관측 기기 개발 협력, 관측 데이터의 상호 이용, 나아가서는 연구자의 교류 등의 제휴를 실시하고 있다.
- 밤의 서치 라이트 등에 의한 하늘로의 광 공해를 방지하고, 에너지 절약과 천체 관측 환경의 보전을 향한 요망을 실시한다. 공로 조명·도로 조명이나 가정용·사업용 조명 등은 어쩔 수 없는 것이지만, 선전 목적 등에 의해, 밤하늘을 비추는 빛을 줄임으로써, 보다 좋은 천체 관측 환경을 유지해, 천문 과학의 발전의 위해 협력을 요청하고 있다.
- 전력선을 이용한 정보통신망( 전력선 반송통신 : PLC)에서 약한 고주파 전파가 발생한다. 이 전파가 미약한 우주 전파 관측에 있어서 장애가 될 우려가 있기 때문에, 이 대책이 확립하기 이전의 PLC 도입에 대해서 총무성에 대해 강한 우려를 표명하고 있다.[8]  또한, 근거리 영역에서의 전력선을 이용한 정보 통신 네트워크에서는 노이즈 필터 등의 설치에 의해 회피가 가능하기 때문에 특별히 요구되지 않는다.
- 2019년 일본 천문유산을 창설했다.

## 같이 보기
- 학회, 일본의 학회 일람, 일본 학술 회의 협력 학술 연구 단체
- 천문학, 위치 천문학, 천체역학, 천체물리학
- 천체관측, 천체관망
- 천문학자 목록, 일본 천문학자 목록, 천문가
- 공개 천문대 일람, 국립 천문대
- 이론 천문학 우주 물리학 간담회
- 광학적외선 천문연락회
- 우주 전파 간담회
- 고에너지 우주물리연락회
- 태양연구자 연락회
- 천문정보처리연구회
- 국제천문학연합
- 천문 교육 보급 연구회
- 일본 행성 과학회
- 일본 스페이스 가드 협회
- 동아시아 천문학회
- 행성 협회
- 일본 천문학회 주니어 세션
- 고등학생 천체관측망